# Bochil
La città di Bochil è a capo dell'omonimo comune, nello stato del Chiapas, Messico. Conta 10 961 abitanti secondo le stime del censimento del 2005 e le sue coordinate sono 16°59'N 92°53'W. 
Il nome ha origine da tzotzil, tribù precolombia che abitava queste terre intorno al XV secolo prima dell'arrivo e della dominazione azteca del 1486.
Dal 1983, in seguito alla divisione del Sistema de Planeación, è ubicata nella regione economica V: NORTE.